# Harmonice mundi
Harmonice mundi libri V (Vijf boeken over de wereldharmonie) is een boek uit 1619 van Johannes Kepler. Het gaat over de harmonie in de kosmos (= het zonnestelsel) zoals Kepler die zag. In dit werk publiceerde Kepler zijn derde wet, die hij in mei 1618 had ontdekt, over de verhouding tussen de omlooptijden van de planeten en hun afstanden tot de zon.

## Historische achtergrond
In 1598 kwam er een bevel van de aartshertog Ferdinand dat alle lutherse predikanten en leraren Graz moesten verlaten. Ook Johannes Kepler hoorde daarbij. Hij mocht als bijzondere gunst een half jaar later terugkomen. Een goed jaar later werden alle lutheranen die bij hun geloof bleven toch definitief verbannen. 
In deze gevaarlijke, onverdraagzame tijd werkte Kepler aan zijn Harmonice mundi. In december 1599 schreef hij aan de Beierse kanselier Herwart von Hohenburg dat hij de indeling van het boek af had en dacht het boek snel klaar te hebben. 
Maar de druk van de contrareformatie werd zo groot, dat het werk bleef liggen en Kepler moest zorgen voor zichzelf en zijn gezin een goed heenkomen te vinden. Dat vond hij ten slotte in Praag, waar Tycho Brahe hem als assistent in dienst nam. Maar andere verplichtingen en interesses namen hem daar in beslag. Hij publiceerde o.a. zijn grote werk Astronomia nova in 1609. Dan ontstonden de politieke strubbelingen tussen de Habsburgse keizer Rudolf II en zijn broer Matthias, die Rudolf afzette en opvolgde. Kepler vertrok weer uit Praag.
Het werd 1619 voordat Kepler het boek kon publiceren. Deze tijd was voor hem persoonlijk, vanwege het heksenproces tegen zijn moeder, en voor grote delen van Europa, vooral voor Duitsland, vanwege de Dertigjarige Oorlog, een gevaarlijke en wrede tijd.

## Inhoud

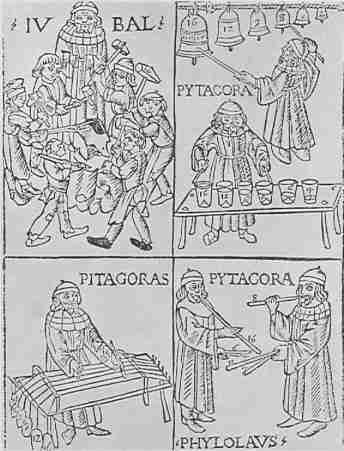
Houtsnede uit 1492

Volgens het idee van Kepler is de kosmos door God harmonisch geschapen en heeft de mens voor deze harmonie een ingeschapen gevoel. Het kwam overeen met Plato's opvattingen over de ingeschapen voorstellingen. Zien we een cirkel als cirkel omdat we veel cirkels gezien hebben en zo weten wat een cirkel is, of zit dat idee van cirkel al in onze geest? Dat laatste dacht Kepler. De harmonie zit in de getalsmatige verhoudingen. Het is een harmonie van getallen. In onze ziel is voor deze verhoudingen een oerbeeld geschapen. Als dat niet zo zou zijn, konden deze verhoudingen ons niet het gevoel van harmonie geven. Als je de vergelijkende ziel zou weg kunnen nemen, dan blijven wel de dingen (met hun grootten, hun kwantiteiten) bestaan, maar ze vormen geen harmonie, want dat idee is een zaak van de geest.
Kepler begint zijn werk met een soort harmonie-axioma's. Er zijn weetbare veelhoeken en niet weetbare. Als je op een cirkel een punt aanneemt dat je laat rondlopen tot het weer terugkomt op het uitgangspunt, dan is onderweg ergens, bijvoorbeeld, een zevende van de omtrek afgelegd. Maar waar? Als je een punt halverwege de cirkel wilt bepalen, gaat dat wel met passer en liniaal.
Kepler neemt aan dat de planeten een toon, dat wil zeggen een wiskundige grootheid, afgeven bij het afleggen van hun banen. Dit zoeken wijst hem de weg naar zijn derde wet.

## Opbouw
Het werk is verdeeld in vijf boeken en een aanhangsel:
- Geometrisch boek, een verdere uitwerking van de vijf regelmatige lichamen, behandeld in Mysterium cosmographicum.
- Architectonisch boek over de congruentie van lichamen.
- Harmonisch boek over de oorsprong van harmonische verhoudingen.
- Metafysisch, psychologisch en astrologisch boek over harmonische constellaties in de astrologie.
- Astronomisch en metafysisch boek over de harmonie van de bewegingen aan de hemel.

### De derde wet van Kepler
| Planeet   | T      | d     | T2         | d3          | {\displaystyle T^{2}/d^{3}} |
| Mercurius | 0,241  | 0,387 | 0,058081   | 0,057960603 | 1,002077221                 |
| Venus     | 0,615  | 0,723 | 0,378225   | 0,377933067 | 1,000772446                 |
| Aarde     | 1      | 1     | 1          | 1           | 1                           |
| Mars      | 1,881  | 1,524 | 3,538161   | 3,539605824 | 0,999591812                 |
| Jupiter   | 11,863 | 5,203 | 140,730769 | 140,8515004 | 0,999142846                 |
| Saturnus  | 29,458 | 9,555 | 867,773764 | 872,3526289 | 0,994751131                 |

T = siderische omlooptijd in tropische jaren. d = grote halve as in astronomische eenheden (afstand aarde-zon)
Volgens Kepler brengt elke planeet tijdens zijn rondgang om de zon muzikale tonen voort. De hoogte van die tonen varieert al naargelang de hoeksnelheden van die planeten, gemeten vanaf de zon. Sommige planeten produceren verhoudingsgewijs constante tonen. De Aarde zou bijvoorbeeld slechts een halve toon (een verhouding van 16:15), van mi tot fa, veranderen tussen aphelium en perihelium, en de toon van Venus slechts met een interval van 25:24. Kepler zegt over het kleine harmonische interval van de aarde: De aarde zingt Mi Fa Mi: je kunt van deze lettergrepen afleiden dat op onze thuisplaneet Misère en Fames (=honger) heersen.
Op zeldzame ogenblikken klinken de tonen van alle planeten volkomen harmonisch. Kepler meende dat dat misschien slechts het geval was bij de schepping.
De derde wet, de verhouding van de derde macht van de gemiddelde afstand van een planeet tot de zon en het kwadraat van zijn omloopstijd, verschijnt in het vijfde hoofdstuk van zijn boek, onmiddellijk na een lange metafysische uiteenzetting. 

### Hoe kwam Kepler tot zijn derde wet?
Er zijn twee opvattingen over de wijze waarop Kepler tot die derde wet kwam.
Één groep wetenschapshistorici meent dat het een uitproberen geweest is. Op de volgende manier is Kepler volgens hen tot de wet gekomen: 
a) In zijn Mysterium cosmograficum neemt Kepler eerst aan dat er een eenvoudige rechtlijnige verhouding is tussen de grootte van de halve as (= gemiddelde afstand van een planeet tot zon) en de tijd nodig de baan af te leggen. Dat blijkt meteen niet te kloppen. Dan komt hij bij een tweede berekening tot een te kleine afstand tot de zon. Als dat ook niet klopt, komt hij tot een te grote afstand, die hij eerst voor juist houdt. Dit wordt allemaal beschreven in Mysterium cosmograficum.
b) Deze (te grote) berekening houdt hij ook nog vast in Astronomia nova, dus een te grote afstand van de planeet tot de zon. Maar hij twijfelt en ziet dan aan de gegevens van Tycho dat deze berekening inderdaad te groot is.
c) Zo komt hij dan tegen 1617-1618 tot een uitkomst tussen de twee uitersten in, dus louter door uitproberen.
Een tweede groep wetenschapshistorici stelt dat Kepler alleen door zijn intensieve onderzoek naar harmonie de juiste oplossing heeft gevonden. Harmonice mundi is een lijvig boekwerk van 350 pagina's. Het maakt op veel plaatsen de indruk een religieus traktaat te zijn. Kepler uitgangspositie is religieus, metafysisch, maar zijn grote kracht is dat hij minutieus al zijn bespiegelingen controleert en zich door de feiten laat overtuigen. 
Op twee plaatsen wordt door Newton aangegeven dat Keplers wetten hem de weg naar de wet van de zwaartekracht leverden.

## Vertalingen
- (en)  The harmony of the world, uitg. American Philosophical Society, Philadelphia (1997) ISBN 0-87169-209-0
- (de)  Weltharmonik, vertaald door Max Caspar, Oldenbourg Verlag, München, 2006 ISBN 978-3-486-58046-4